# ブルゴス大聖堂
ブルゴス大聖堂（ブルゴスだいせいどう、スペイン語: Catedral de Burgos）、またはサンタ・マリア・デ・ブルゴス大聖堂（サンタ・マリア・デ・ブルゴスだいせいどう、スペイン語: Catedral de Santa María de Burgos）は、スペイン・カスティーリャ・イ・レオン州ブルゴス県ブルゴスにあるゴシック様式のカトリック教会の大聖堂。聖母マリアに捧げられた、巨大で独自性のある建築物として有名である。

## 歴史
大聖堂の建設は、カスティーリャ王フェルナンド3世と、イングランド出身のブルゴス司教マウリシオの命で始まった。建設は、1221年7月20日、以前のロマネスク様式の大聖堂があった場所で開始し、完成に9年を要したアプスのシュヴ部分から着工した。祭壇は最初に1260年に聖化された。この祭壇は、建設が推薦される前にほぼ200年ほども長く建設が中断されていた。 大聖堂の工事は、建物の交差部分上部のランタン尖塔の完成した、1567年に完成した（交差部分の頭上には繊細なすかし細工の星形ヴォールトがある）。 
建築家たちはおもに、13世紀にはフランス人が、15世紀にはドイツ人が建設の責務を負った。1417年、ブルゴス司教はコンスタンツ公会議に出席し、ケルンのヨハンという建設業者を連れ帰り、彼は石造りのトラセリー（窓上部の狭間飾り）のある塔を完成させた。
歴代ブルゴス司教のなかで最も有名なのは、15世紀の学者で歴史家であるアルフォンスス・ア・サンクタ・マリアである。
1919年、大聖堂はエル・シッドことロドリーゴ・ディアス・デ・ビバールとその妻ドーニャ・ヒメーナの墓所となった。1984年10月31日、ユネスコにより世界遺産に登録された（ID316）  。

## 建築
15世紀に造られた北フランス風ゴシック様式建築の西正面は、六角形の尖塔をもつ塔が側に立つ（尖塔は表面が石造りのトラセリーで覆われている）。3つの階のあるファサードは、尖塔アーチ形をした3つの入り口がある。入り口には小尖塔状の欄干で取り囲まれた歩廊、繊細に刺し通されたバラ窓がある。階最上部は2つの尖塔アーチ形二重アーチのある窓と柱脚上の像、石に彫られたマーク入りの欄干がある。像の中心には聖母マリア像がある。塔の欄干とバルコニーは、銘が彫られている。四つの角を、六角形の小尖塔で針編みレースのように彩っている。
十字架状の平面図には、本堂と、外観の眺めでは広い歩廊がほぼ隠されている。15の礼拝堂が側廊から加えられ、北西にある美しい14世紀の回廊と南西の大司教邸により交差廊と回廊が加わった。西側ファサードの3つの中央戸口上は、2つの優雅な塔がそびえ立ち、小尖塔を頂く。祭壇の多くと、礼拝堂及び像は大聖堂内にあり、芸術的・歴史的意味を帯びている。 
北交差廊の入り口は、12使徒像の並ぶ「ポルタダ・デ・ラ・コロネリア」（Portada de la Coronería）の名前で知られる。頭上に、尖塔アーチ形窓と2つの小尖塔を頂く入り口がある。南側入り口で。ポルタダが「書き物机に向かう福音伝道者」を具体的に描いている。
壮麗な六角形の礼拝堂はフランボワイヤン・ゴシック様式である。騎士・天使・紋章といった装飾が並ぶトラセリーで彩られる。この礼拝堂は、カスティーリャの城代であったペドロ・フェルナンデス3世・デ・バラスコとその家族の墓所として建てられたものである。

## 登録基準
この世界遺産は世界遺産登録基準のうち、以下の条件を満たし、登録された（以下の基準は世界遺産センター公表の登録基準からの翻訳、引用である）。
- (2) ある期間を通じてまたはある文化圏において、建築、技術、記念碑的芸術、都市計画、景観デザインの発展に関し、人類の価値の重要な交流を示すもの。
- (4) 人類の歴史上重要な時代を例証する建築様式、建築物群、技術の集積または景観の優れた例。
- (6) 顕著で普遍的な意義を有する出来事、現存する伝統、思想、信仰または芸術的、文学的作品と直接にまたは明白に関連するもの（この基準は他の基準と組み合わせて用いるのが望ましいと世界遺産委員会は考えている）。

## ギャラリー

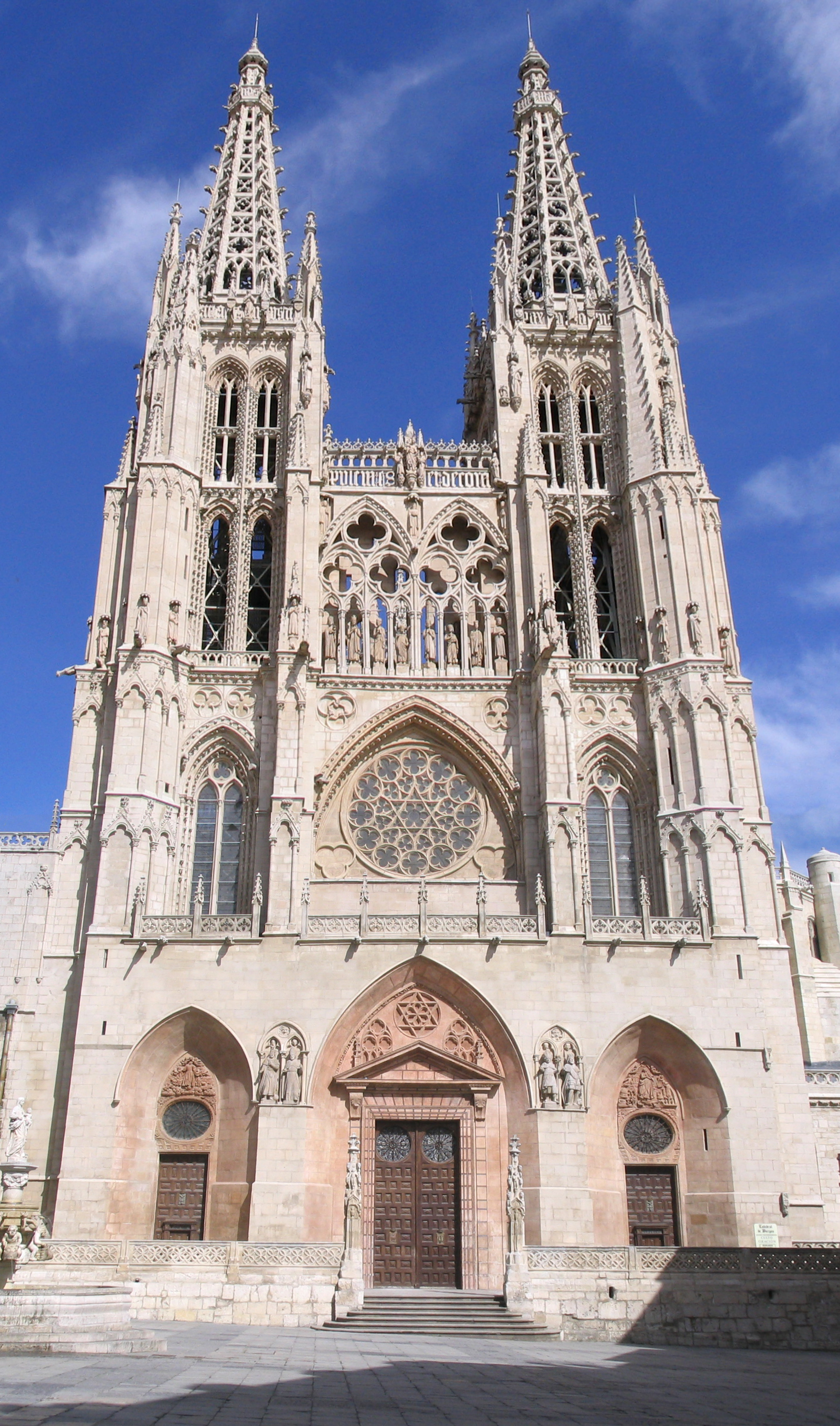
大聖堂正面
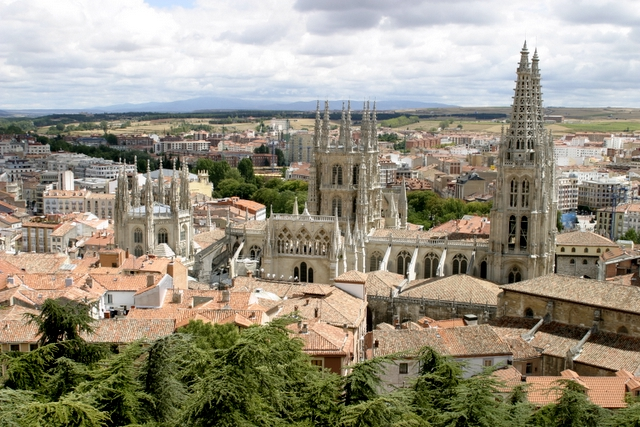
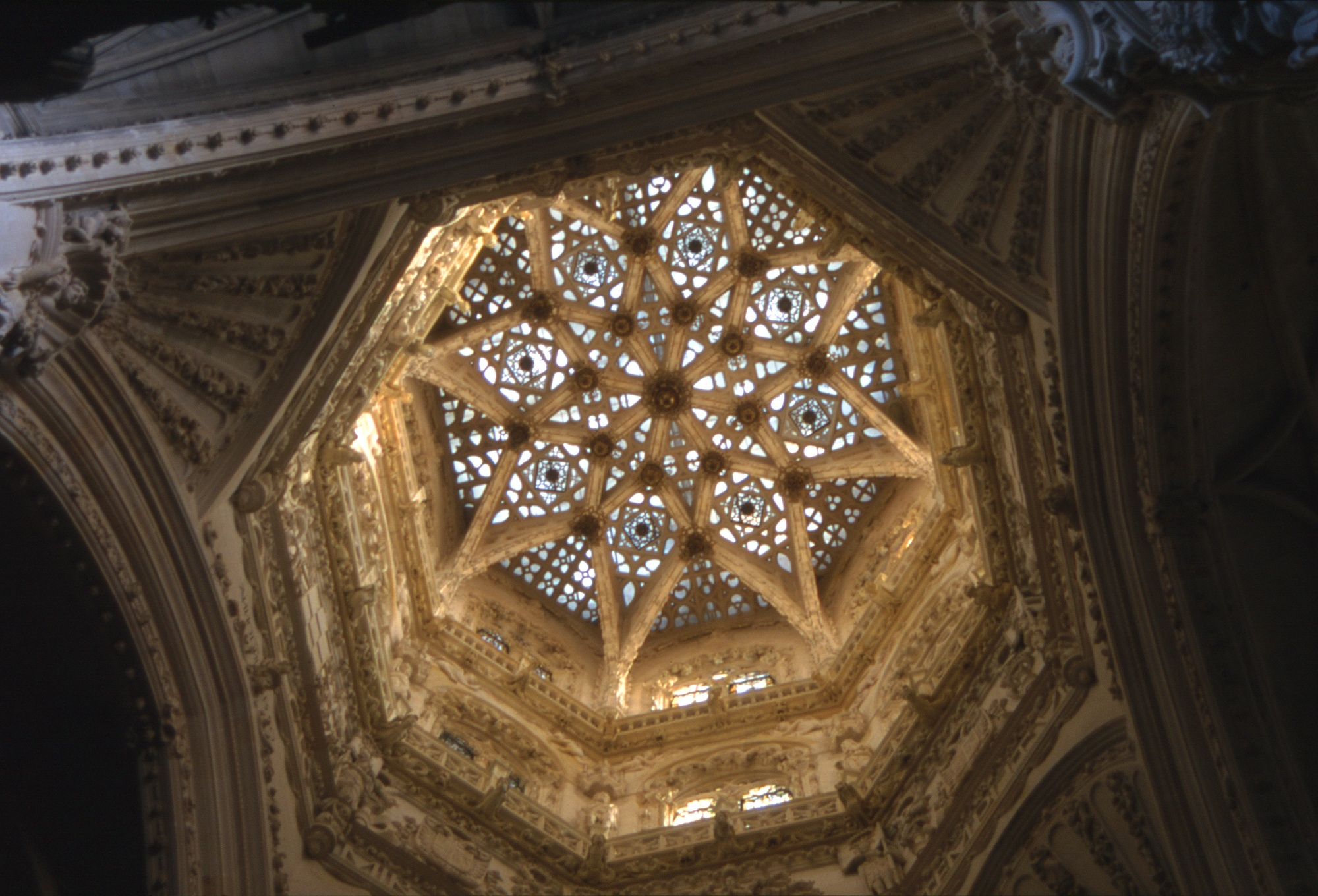
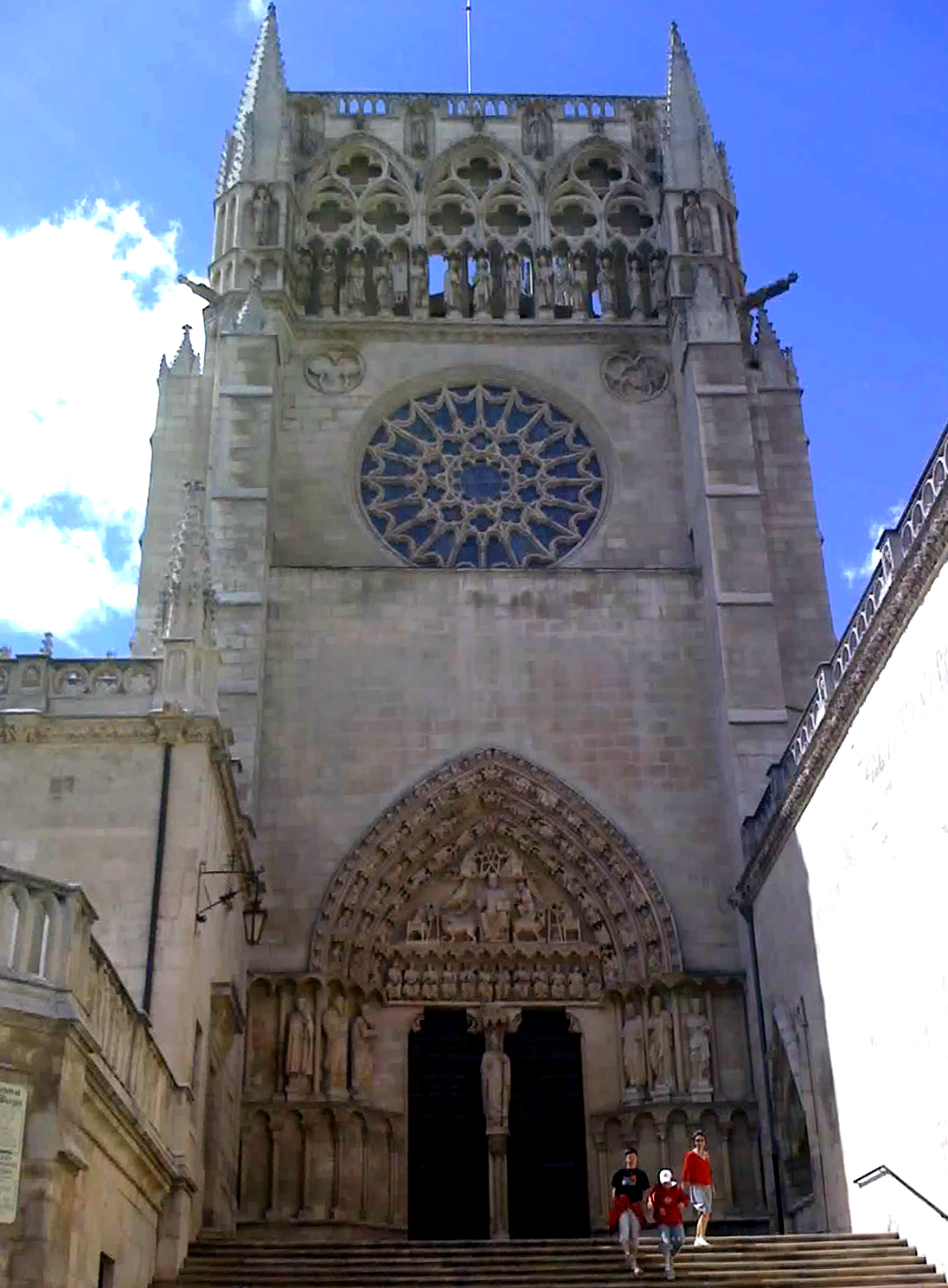
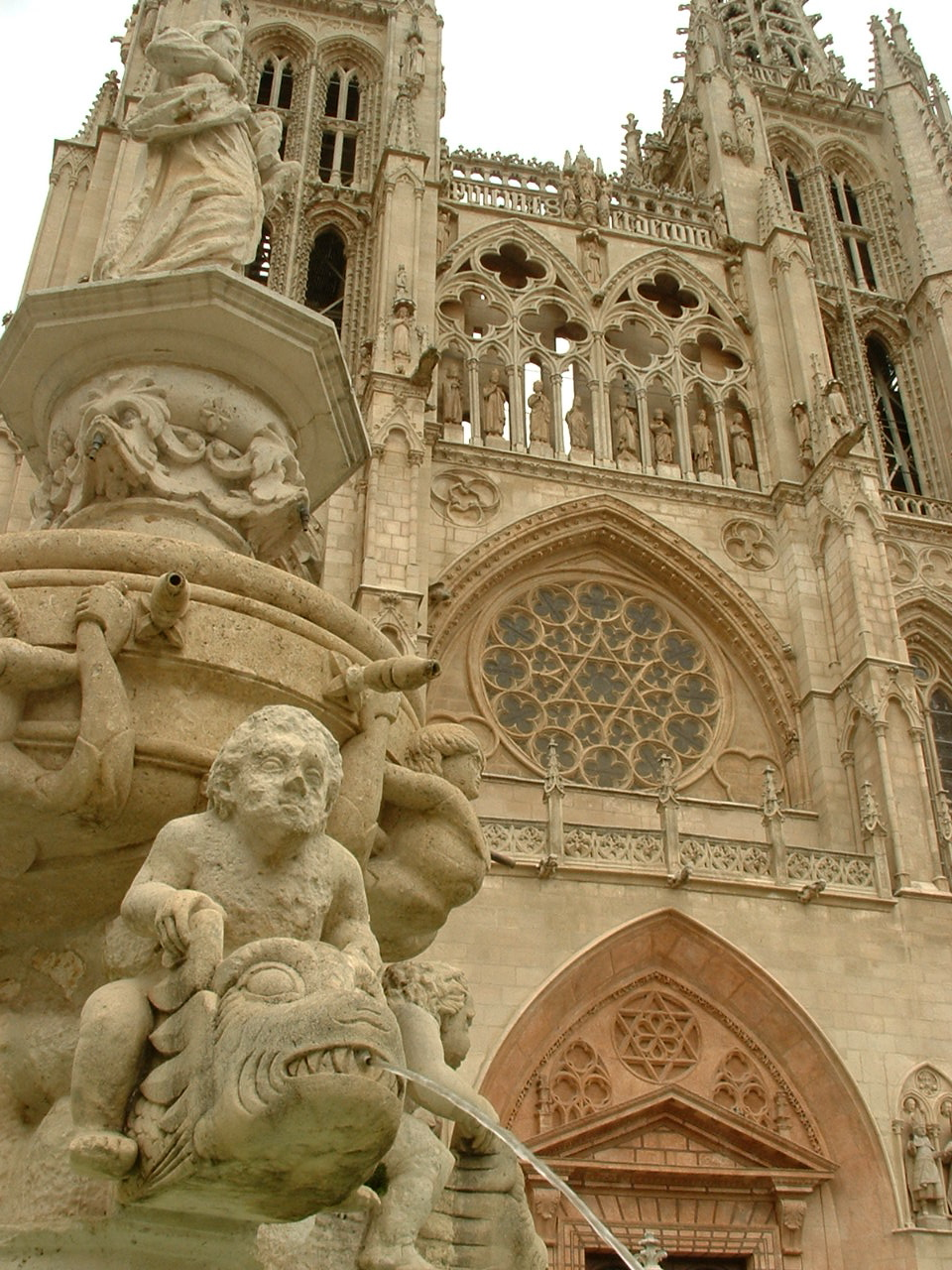